# Lac La Bardelière
Lac La Bardelière är en sjö i Kanada.   Den ligger i regionen Nord-du-Québec och provinsen Québec, i den östra delen av landet, 700 km norr om huvudstaden Ottawa. Lac La Bardelière ligger 311 meter över havet. Arean är 27,4 kvadratkilometer. Den sträcker sig 9,1 kilometer i nord-sydlig riktning, och 10,7 kilometer i öst-västlig riktning.
Trakten runt Lac La Bardelière är nära nog obefolkad, med mindre än två invånare per kvadratkilometer.